# Lingua dei segni portoghese
La lingua dei segni portoghese (in portoghese língua gestual portuguesa, LGP) è la lingua visivo‑gestuale naturale utilizzata dalla comunità sorda del Portogallo. È parlata da circa 60.000 persone, incluse persone sorde, figli udenti di genitori sordi (CODA) e interpreti.
La LGP è riconosciuta dalla Costituzione del Portogallo del 1976 come strumento fondamentale di accesso all’educazione e alla cittadinanza, ed è tutelata dallo Stato.

## Storia
L’origine della LGP risale all’inizio del XIX secolo. Nel 1823, su iniziativa del re D. João VI, il pedagogo svedese Pär Aron Borg fondò a Lisbona, presso la Casa Pia, la prima scuola per sordi in Portogallo, introducendo elementi della lingua dei segni svedese.
Durante il XX secolo, l’approccio educativo prevalentemente oralista limitò l’uso della LGP nelle scuole. Solo dagli anni '80 si è assistito a un rinnovato riconoscimento della lingua nei contesti educativi e sociali.
Il 20 settembre 1997 la LGP è stata ufficialmente riconosciuta nella Costituzione portoghese, articolo 74, comma 2, lettera h.

## Grammatica e struttura

### Parametri fondamentali
La lingua si basa su cinque parametri principali:
- la configurazione delle mani
- il luogo di articolazione
- il movimento
- l’orientamento del palmo
- le componenti non manuali (espressioni facciali, postura, direzione dello sguardo)

### Morfologia
I sostantivi e gli aggettivi non variano in genere e numero, ma il plurale può essere espresso attraverso ripetizione, segni numerici o uso di entrambe le mani.

### Verbi e tempi
La LGP non coniuga i verbi morfologicamente. I tempi verbali sono rappresentati attraverso marcatori lessicali (es. *ontem*, *amanhã*), la direzione spaziale del segno e componenti mimico-corporee che indicano l’aspetto o la durata dell’azione.

### Sintassi
L’ordine delle parole è flessibile, con prevalenza di strutture SVO (soggetto-verbo-oggetto) o OSV, in base all’enfasi e alla marcatura informativa. Le domande si riconoscono attraverso espressioni facciali specifiche (sopracciglia alzate, inclinazione della testa) e l’uso di particelle interrogative.

## Legislazione e riconoscimento
- Costituzione del Portogallo (Art. 74, 2h) – riconosce la LGP come mezzo educativo e culturale[5].
- Despacho n.º 7520/98 – crea unità di supporto bilingue nelle scuole pubbliche[8].
- Decreto-Lei n.º 3/2008 – disciplina l’insegnamento e l’inclusione degli interpreti[9].
- Legge n.º 89/99 – regola la professione degli interpreti di LGP[10].
- 15 novembre – giornata nazionale della LGP[11].

## Educazione e comunità
La lingua è insegnata nelle scuole bilingue e utilizzata nei contesti scolastici da studenti, insegnanti e interpreti. Le principali organizzazioni che ne promuovono l’uso sono:
- Federação Portuguesa das Associações de Surdos
- Associação Portuguesa de Surdos
- Instituto Nacional para a Reabilitação[12]